# 黒ノ十三
『黒ノ十三』（くろのじゅうさん）は、1996年9月27日にトンキンハウスより発売されたサウンドノベル形式のホラーアドベンチャーゲーム。2000年6月1日に廉価版が発売。

## 概要
ジャンルは、サウンドノベル形式のアドベンチャーゲームである。
プレイヤーは「黒ノ十三」という本を読み、分岐に差し掛かった際、提示された3つ選択肢から一つを選ぶことで、先の展開を読み進める。タイトルが示すとおり、13作の短編によって構成され、そのいずれも（一部シナリオを除く）暗い結末を迎えるのが特徴である。
ゲームシステムは『かまいたちの夜』（1994年）などに類似する。但し、3つの選択肢には正解が一つしかなく、残りの二つを選んだ場合、次の分岐にたどり着く前にシナリオが完結し、ゲームオーバーとなってしまう点が『かまいたちの夜』と異なる。
さらに、選択肢は「1.北へ進む 2.東へ進む 3.西へ進む」というような、正答を導くための推理や推測の余地がない内容が多く含まれる。そのため、選択肢の場面では、セーブすることができる。
一つのシナリオには概ね5回の分岐が存在し、全て正解を選択することで、正規のシナリオが完結する。
また前述の通り、正規のシナリオはその殆どがハッピーエンドとは呼べない。これは時として、不正解時の展開の方が、正規のシナリオよりもマシだったり、グッドエンドと思える場合すらある。

## ストーリー

### 1次出現シナリオ
「仮面」
- 脚本：井端純子 
子供の頃に絵本で見た仮面人の話。銀色で目と口に切れ込みが入った氷のように無表情な面。夜12時を過ぎると活動を始め、人をさらうという。 たまたま夜更かしした10才の主人公の少年は、早く寝ないと仮面人にさらわれると母親に脅かされながら寝床に着く。しかし、その日は何だか眠れない。思考を巡らせる内に、時計は夜12時になる。
やや低年齢向きのシナリオ。平凡なエンドが多い。

「運命の扉」
- 脚本：火鳥一人 
歩道橋の上にいる3人の少年と少女。少年らに奪われたペンダントを取り戻そうとする少女。ペンダントの蓋を開けようとする少年達。取り合いの最中、ペンダントは歩道橋から道路へと落下。「邪心持つ者、扉開けるべからず」とされるペンダントの蓋が、ゆっくりと開く。一方、銀行強盗を終えた3人の男。車で逃走中、ペンダントを取りに飛び出していた少女を撥ねてしまう。これにより互いの運命が交錯する。
過去・現在、二つの時間軸がリンクしあうシナリオ。全シナリオ中、最長のシナリオ。
グッドエンドの選択はない。同じ選択が回る回がある。

「ラミア」
- 脚本：福田正吾 
病気で入院している母親を持つ少女。ある日、小学校でクラスメートの雑談を耳にし、何でも願いが叶うという謎のゲーム＜ラミア＞の存在を知る。病気の母親を治したい一心でラミアに奔走する。
ホラータッチの描写を交えた、少女と母親の愛情が織りなす、切なく悲しい物語。

「雨に泣いている」
- 脚本：早見裕司 
居酒屋で飲んだ帰り道、主人公と恋人の真由子は雨の路上で、謎の白い生物を見つける。肌触りが良く、人懐っこい声で鳴く姿を目の当たりにした2人は、思わず家に連れて帰ってしまう。家で白い生物を眺めていると不思議な感情に襲われる。翌朝目が冷めると、真由子の姿はなかった。
白い生物をめぐり、真由子との物語が展開される。
グッドエンドの選択あり。

### 2次出現シナリオ
「節制」
- 脚本：中村育広 
大学生で一人暮らしをする主人公の男の物語。大した食事をしていないはずなのに、なぜか食費がかさむ。節約のためにカップラーメン生活を始めるのだが、翌月の食費も相変わらず。やがて、自身の体の変化に気がつく。
当初、本作はタロットカードに因んだ「22」のシナリオによって構成される予定であり、「節制」はその名残である。

「女嫌い」
- 脚本：早見裕司 
下宿で生活する主人公の男は、毎晩のように金縛りに悩まされ、その際に正座する謎の老婆を見る。
その日も寝不足で、大学の芝生で寝転がっていたところを、いつも気に掛けてくれる同じ大学の女性に声をかけられる。
女嫌いな主人公は、彼女を疎ましく思いながらも、金縛りに遭っていることを打ち明ける。徐々に彼女と親しくなる一方で、現実でも老婆の影を感じるようになる。そしてある日、以前から老婆を知っており、会ったことがあることに気がつく。
正規のシナリオはグッドエンドではないが、ラストの選択次第でグッドエンドが見られる。

「羽音」
- 脚本：Toriko.今橋 
空を飛ぶ夢。――ふと自分の背中にある羽根に不安を覚える。背中を振り返ると、台所で母親の足元によくいる、あの虫の羽根が…。今中多恵子は同級生のいじめにより精神を病んでいく。
陰鬱なシナリオ。

「今昔鬼譚」
- 脚本：井端純子 
ミステリー風のホラーシナリオ。最後がどんでん返し。
ラストエンド以外、平凡なエンド。「鉄橋」同様、グッドエンド選択が多い。

### 3次出現シナリオ
「殺し屋」
- 脚本：中村育広 
不条理系シナリオ。

「彼女の図書館」
- 脚本：早見裕司 
全シナリオ中、唯一、救いのある最後を迎えるシナリオ。

「RUNNER」
- 脚本：伊藤慎二 
コメディタッチのシナリオ。

「闇に舞う雪は」
- 脚本：小峠敦朗 
雪の降る中、投身自殺をした妹。自殺に追い込んだ張本人が妹の勤め先にいることを知った兄は、妹が参加するはずだったスキーツアーに紛れ、復讐を目論む。
ハードボイルド風のシナリオ。

### 4次出現シナリオ
「鉄橋」
- 脚本：綾辻行人 
綾辻の著作『眼球綺譚』より収録。選択肢が追加されている以外に差異はない。
ラストエンドのみバッドエンド。それ以外は平凡なエンド。

## 登場人物

### 「仮面」
小暮夕樹
- 夜中の12時に外出した両親を探すため夜中の町をうろつく羽目になる。選択次第では就寝した後、朝を迎えるグッドエンドがある。

蘭太郎
- 夕樹の同級生

夕樹の両親
- 理由は分からないが夜中の12時に外出する。選択によってはそのまま朝を迎える。

### 「運命の扉」
理一（リイチ）、菊男（キクオ）、野助（ノン）
- 主人公3人組。小学生の頃に令美のペンダントを奪い争い、押し問答の末、令美は交通事故に逢い、運転者に連れて行かれた後、失踪する。年月を経て大人になり金欲しさに銀行強盗を実行。その際、銀行支店長を殺害。さらに3人は車で逃走中に少女を撥ねてしまう。大怪我を負った少女を車に乗せ逃走するも交通渋滞に巻き込まれる。3人は少女を連れて下水道に逃げ込むが、道に迷った挙げ句、下水の増水に飲み込まれた後、不慮の死を遂げる。

令美
- 少年3人組からペンダントを取り戻そうとしているうち道路へ飛び出して乗用車に轢かれ、ドライバーに連れ去られた後、失踪する。

甲幸二
- 銀行支店長。「香織」という娘がいる。強盗に銃殺される。

甲香織
- 銀行強盗の男3人組が乗った乗用車に撥ねられる。その後、「すぐに病院へ運ぶ」と撥ねられた車に乗せられ、果ては3人と共に下水道を彷徨う。水泳が得意。

### 「ラミア」
香穂
- 小学4年生の女の子。病気を患った母親がいる。母親の病気を治したい為にラミアのあるゲームセンターへ行く。

香穂の母親
- 病気を患っているため病院に入院している。選択により病気が治り、香穂に誕生日ケーキを作って娘の帰りを待っていた。

島村先生
- 香穂の担任。

マサヤ君、ケンヂ君、女の子達
- 香穂のクラスメイト。選択により登場。

### 「雨に泣いている」
主人公
- 真由子と結婚前提に交際している。路上に落ちていた白い生物を拾い愛着が沸き、ペットとして飼う。選択によっては、殺される、白い生物に噛まれ命を落とす、真由子と白い生物を食べ真由子と共に死ぬ、白い生物が大量発生、真由子を殺害、真由子を餓死させる、真由子と別れるのエンドがある。

真由子
- 主人公の交際相手。選択により、主人公と地下で生活する。

マントの男
- 主人公の自宅に現れ、主人公を地下に連れて行く謎の男。

老人
- 地下で生活している。白い生物の正体を主人公に教える。

### 「節制」
洋一
- 主人公。下宿に住んでいるが仕送りの無駄遣いか増え、節約するため一ヶ月間カップラーメンでの食生活を始める。

### 「女嫌い」
主人公
- 古い家に下宿後、不眠症や老婆に付きまとわれる。

彼女
- 主人公のため、あれこれと世話を焼く。

老婆
- 主人公にストーカー行為をする。

医者
- 主人公に麻薬入りの睡眠薬を出し逮捕される。選択次第により登場。

祈祷師
- 主人公を助けに来るが手に負えないと言い残し逃げる。選択次第では登場しない。

大家
- 中年。選択により主人公に殺害される。

### 「羽音」
今中多恵子
- 主人公。東くるみにいじめられている。

東くるみ
- 今中多恵子をいじめる陰湿な人物。

多恵子の母
- 娘の食欲不振に悩む。

### 「今昔鬼譚」
六助
- 幼少の頃に友人が殺害された。

六助の孫
- 夏休みに祖父の家に遊びに行く。

丹羽志良雄
- 六助の孫の友人。

　新之助
- 六助の友人。長身タイプ。

　三太
- 六助の友人。小太りタイプ。

　佐吉
- 六助の友人。鬼わらしに殺される。

### 「殺し屋」
兜室氷介
- 主人公。プロの殺し屋で、狙った獲物は必ず逃がさなかったが、夏の日、魔が差して喫茶店でアイスコーヒーを飲んだ後、悲劇的な運命に巻き込まれる。

マーガレット組長
- 兜室氷介が喫茶店でアイスコーヒーを飲んだのが原因で朝倉組に殺される。

朝倉哲次
- 表向きは朝倉医院の医院長、その実態は朝倉組組長。兜室氷介が殺す標的であった。

### 「彼女の図書館」
千里
- 中学1年生。中学入学から半年後、不登校になり、図書館で時間を潰していて管理人の森山老人に出会ったのを機に図書館でアルバイトをする。

森山老人
- 図書館の経営者。図書館に来ていた千里を見かけ、アルバイトに誘う。その後、一身上の都合で図書館は閉鎖される。

千里の両親
- 図書館でのアルバイトの話で千里の不登校を知るも、無理やり学校に行かす事もなく図書館でアルバイトを許す。

千里の担任
- 千里の不登校に悩まされる。

### 「RUNNER」
田上雄介
- 32歳。独身。しがないセールスマン。愛車は白色のZ10型ソアラAT車。契約の実績はほとんど結ばれていない。夕方、定食屋で夕食（カキフライ定食）を済ませ、自家用車を走らせた後、峠の道で気味の悪い男と老婆に追いかけ回される。ゲーム中の選択によっては、父親と再会、定食屋に転職、老婆とカーチェイスをする、グッドエンド等がある。

スーツを着たサラリーマン風の男
- 田上の顔を見て薄ら笑いし、自分のアタッシュケースを開け「鬼です」と白い布に書いた文字を見せ追いかけて来る。

浴衣姿の老婆
- 自販機の側で田上と出会い、田上の車を追い回す。背中に「鬼なんです」という毛筆書体の入れ墨がある。

定食屋のおばちゃん
- 選択により田上を雇う。

ダンプの運転手
- 田上雄介の父親。幼い田上を捨て家出していた。選択により登場。

### 「闇に舞う雪は」
山橋章
- 妹が自殺した要因の相手を討つため、スキー旅行のバスに紛れ込む。バスの事故により野生の熊と遭遇。他の生存者には「武田」と名乗り本名を偽っている。

山橋美帆
- 「信頼していたあなたに裏切られて」と遺書を残し、マンションの上階から飛び降り、自殺する。

織田奈美
- 山橋章の婚約者。

梶野、木沢、村田、佐々木理絵
- 山橋美帆の同僚。事故の避難中、野生の熊に襲われる。

川前
- バスの運転手。バスを運転中に子熊を轢き、事故を起こす。本シナリオの黒幕的存在。

### 「鉄橋」
小泉秀一
- 主人公。

矢部和美
- 小泉秀一の友人。

会田紀一郎
- 小泉秀一、矢部和美、咲谷由伊の友人。

咲谷由伊
- 小泉秀一、矢部和美、会田紀一郎の友人。選択により老婆になる。

小泉秀二
- 小泉秀一の弟で小学生の頃、幽霊に襲われて命を落とした。

## スタッフ
- 監修：綾辻行人
- 執筆：
  - 綾辻行人「鉄橋」
  - 早見裕司「雨に泣いている」「彼女の図書館」「女嫌い」
  - 福田正吾「ラミア」
  - 火鳥一人「運命の扉」
  - 小峠敦朗「闇に舞う雪は」
  - 中村育広「節制」「殺し屋」
  - 伊藤慎二「RUNNER」
  - Toriko.今橋「羽音」
  - 井端純子「仮面」「今昔鬼譚」
- 原案（今昔鬼譚）：清涼院流水
- 撮影：岡田圭司（岡田写真事務所）、長瀬ゆかり、若林直樹（STUDIO海童）
- 撮影コーディネート：傅田京子（(株)れんぴか）
- オープニング・エンディングCG制作：箭内考、柴田優子
- ムービー編集：加藤一八
- 2DCG制作：清水淳、太田光弘、鈴木隆弥、飯田梨枝子、鈴木拓也
- システムグラフィック制作：箕輪雅嘉
- 音響：川崎康弘、音次郎、栗田暁
- メインプログラム：梅原篤史
- サブプログラム：古幡真一
- 技術サポート：瀧内英夫
- アシスタントディレクター：加藤一八、櫻井健
- 監督：鈴木拓也
- プロデューサー：石垣剛
- 制作・監督総指揮：福田正吾、志水泰晴

## 評価
ゲーム誌「ファミコン通信」の「クロスレビュー」では合計23点（満40点）となっている。 